# Франкфуртер, Феликс
Феликс Франкфуртер (англ. Felix Frankfurter; 15 ноября 1882, Вена — 22 февраля 1965, Вашингтон) — американский юрист, профессор Гарвардской школы права, член Верховного суда США с 1939 по 1962 год; советник президента США Франклина Рузвельта, который номинировал его на пост судьи после смерти Бенджамина Кардозо; автор мнения меньшинства в деле «Glasser v. United States»; был награжден Президентской медалью свободы с отличием Джоном Ф. Кеннеди в 1963 году.

## Биография
Происходил из раввинской семьи.

## Работы
- Holmes and Frankfurter : their correspondence, 1912—1934 (1996)
- Roosevelt and Frankfurter: their correspondence, 1928—1945 (1967)
- Mr. Justice Holmes and the Supreme Court (1931)